# Edition Gravis
Die Edition Gravis ist ein Fachverlag für zeitgenössische Musik mit Sitz in Brühl und einem Büro in Berlin.

## Geschichte
Der Verlag wurde 1983 von Rudolf Lück (1927–2019), der zuvor als Verlagslektor 1955–1964 bei der Edition Peters (Frankfurt am Main) und 1980–1982 bei Breitkopf & Härtel (Wiesbaden) tätig gewesen war, in Bad Schwalbach gegründet. Heute gehört die Edition Gravis zur Gruppe des AMA Verlags. Dessen Gründer, Inhaber und Geschäftsführer Detlef Kessler war vor seiner Verlegertätigkeit professioneller Musiker. Das Programm der Edition Gravis enthält Werke von mehr als 100 Autoren. Das Lektorat ist in Berlin-Pankow ansässig.

## Tätigkeiten
Der Verlag publiziert Kammermusik sowie Bühnen- und Orchesterwerke. Notenausgaben sind entweder im Handel oder, wie in der Branche üblich, leihweise erhältlich (vor allem groß besetzte Kompositionen, Musiktheaterwerke usw.). Die Edition Gravis arbeitet mit Ensembles und Veranstaltern aus dem In- und Ausland.

## Verlagsprogramm
Das Programm fokussiert Werke lebender Autoren der zeitgenössischen Musik. Der ursprüngliche Autorenstamm umfasste hauptsächlich deutsche Komponisten, dieser ist längst stark international geprägt. Autoren-Neuzugänge der vergangenen Jahre stammen hauptsächlichen aus den 1960er- bis 1980er-Jahrgängen. (Der jüngste Komponist im Verlagsprogramm ist Manuel Zwerger, geboren 1992). Komponisten der jüngeren und mittleren Generation wie Brice Pauset, Wolfram Schurig, Dietrich Eichmann oder Dániel Péter Biró stehen für ästhetische Haltungen der zeitgenössischen musikalischen Avantgarde.
Weiterhin enthält das Verlagsprogramm Bearbeitungen musikhistorischer Werke, so Jorge Rotters Rekonstruktion von Johannes Brahms’ Serenade Nr. 1 D-Dur op. 11 als Nonett oder Mathias Webers sinfonische Entwicklung von César Francks Klavierquintett f-Moll. Das Programm umfasst weiterhin Werke des spätromantischen Komponisten Walter Braunfels, so dessen Oper Verkündigung. Braunfels’ Der Tod der Kleopatra op. 24, 2014 als neu gesetzte Partitur erschienen, galt als eine der letzten bis dato unpublizierten Partituren des Komponisten.

### Zeitgenössische Musik
Thematischer Schwerpunkt des Verlagsprogramms ist die zeitgenössische Musik. Zu den Autoren zählen Komponisten wie Brice Pauset, Georg Katzer, Wolfram Schurig oder Detlef Heusinger, weiterhin beispielsweise Samuel Adler, Juan Allende-Blin, Jeffrey Ching, Michael Denhoff, Gerald Eckert, Dietrich Eichmann, Aaron Einbond, Ernst Helmuth Flammer, Ralf Hoyer, Johannes Kalitzke, Olga Kroupova, Georg Kröll, Giorgos Kyriakakis, Horst Lohse, Andrés Maupoint, Ari Benjamin Meyers, Christopher Trebue Moore, Manfred Niehaus, Bernfried Pröve, Aristides Strongylis, Dimitri Terzakis.

### Neue Autoren
Seit 2011 wurden vermehrt neue, oft junge (und teilweise noch weniger bekannte) Autoren von der Edition Gravis ins Programm genommen. Die Internationalisierung zeichnet sich als Trend ab. Zu den Neuzugängen gehören Dietrich Eichmann (seit 2011), Kristian Ireland, Yasutaki Inamori, Wolfram Schurig (seit 2012), Dániel Péter Biró, Amir Shpilman, Anthony Tan, Gerd Zacher (seit 2013), Brice Pauset und Aaron Einbond (seit 2014). Gerd Zacher verstarb 2014. Bricet Pauset, zuvor verlegt beim Pariser Traditionsverlag Editions Henry Lemoine, tritt in den kommenden Jahren mit Orchester- und Bühnenwerken an die Öffentlichkeit.

### Kirchenmusik
Einen Teil des Verlagsprogramm umfasst geistliche Werke. Hervorzuheben sind die Werke der Komponisten Oskar Gottlieb Blarr aus Düsseldorf (Die Himmelfahrt, Oratorium von 2010), Otfried Büsing aus Freiburg (Adonai, Kantate von 2008) und Heinz Werner Zimmermann (Missa Profana, lateinische Messe von 1977). Auch Gerd Zacher (700 000 Tage später für Vokalensemble) und Kai Johannes Polzhofer (›Amen dico tibi: hodie mecum eris in paradiso‹ für Streichquartett) komponieren geistlich motivierte Werke.